# George Seaton (författare och regissör)
George Seaton, född George Stenius den 17 april 1911 i South Bend i Indiana, död 28 juli 1979 i Los Angeles i Kalifornien, var en amerikansk manus- och pjäsförfattare, filmregissör och -producent samt teaterregissör.

## Filmografi (urval)

### Som manusförfattare
- 1935 – Galakväll på operan
- 1937 – En dag på kapplöpningarna
- 1939 – Trollkarlen från Oz (ej krediterad)
- 1943 – Sången om Bernadette

### Som regissör
- 1947 – Det hände i New York
- 1954 – Mannen du gav mig
- 1958 – Frökens favorit
- 1962 – Maskerad agent
- 1965 – 36 timmar
- 1970 – Airport – flygplatsen